# هورتشاپسکو
هورتشاپسکو (به چکی: Horčápsko) یک منطقهٔ مسکونی در جمهوری چک است که در ناحیه پریبرام واقع شده‌است.